# Vacaciones
Las vacaciones  o satis comprenden el período en el que cesa una actividad habitual. De las vacaciones disfrutan principalmente quienes trabajan o estudian y utilizan ese tiempo libre para realizar actividades recreativas, salir de la rutina o simplemente descansar. Las vacaciones suelen venir condicionadas por las costumbres, ritos y tradiciones de cada país, su climatología, e incluso su posición geográfica; estando en muchas ocasiones regulada por una normativa gubernamental. Existen, entre otros motivos, para prevenir el estrés u otras patologías, además de según el criterio del Estado o gobierno local, para incrementar la productividad en el resto del año.
En el caso particular de un trabajador que fuese despedido sin haber gozado su periodo vacacional corresponde liquidárselas bajo el concepto de "vacaciones proporcionales" en lugar de "vacaciones no gozadas" a fin de evitar inconvenientes legales.[cita requerida]
Los países definen independientemente en su calendario un periodo, el cual para la mayoría de la población se considera como vacaciones; estos generalmente son los meses de julio-agosto en los países del hemisferio norte, como enero-febrero en los del hemisferio sur. A pesar de que los trabajadores según el país disfrutan de entre 7 a 45 días, los estudiantes tienen vacaciones un periodo más prolongado, en muchas ocasiones, ambos meses e incluso tres (la mitad de los meses colindantes o el mes entero posterior o siguiente).
En ciertos países, el empleador de un trabajador puede definir los días de asueto de sus empleados, como también la posibilidad de la acumulación de días si en un año no se toman o si se toman sólo parcialmente. Por lo general, mientras el empleado se encuentra de vacaciones se le remuneran los días que se ausente de su trabajo. Esta remuneración puede ser su paga habitual como parcial.
En algunas profesiones las vacaciones son de muy corta duracón e incluso hay algunas que no las poseen. Esto último suele darse en las profesiones del área de Turismo y afines (donde en efecto en los días de asueto la carga laboral es mucho mayor). 

## Etimología
El vocablo «vacación» y su forma plural derivan del latín:
- Vacatio (-ionis):[1] ‘dispensa’, ‘exención’. Este vocablo significa a la vez vaciamiento y suspensión de las actividades normales.

Otras palabras relacionadas son:
- Vacans, participio del verbo vacare: ‘estar libre, desocupado, vacante’ (como un puesto de trabajo).
- Vacuus: ‘vacío’, ‘desocupado’, ‘libre’.
- Vacui dies: ‘días de descanso’.

## Recreación
Por costumbre, quienes toman vacaciones realizan actividades recreativas alejados de las ciudades donde viven. Sin embargo, quienes no pueden salir por cualquier motivo, toman sus vacaciones localmente, en los sitios que se encuentran habilitados para actividades recreativas; tales como piscinas, parques y parques de atracciones.

Quienes salen de sus ciudades lo hacen a destinos turísticos, dentro o fuera de sus países (según su situación económica), como balnearios o playas, atracciones turísticas, centros de esquí, hoteles, cruceros, resorts, eco-turismo, turismo voluntario, turismo aventura, turismo cultural, entre otros.

## Relajación
Las vacaciones son un medio excelente para superar la ansiedad y dejar atrás tensiones estresantes. Para ello, el destino que se elija, para el período, debe ser adecuado. Hasta principios del siglo XX era común que los médicos escogieran cuidadosamente las vacaciones para sus pacientes, como se hace en general con los medicamentos.
Son muchas las personas que argumentan que consideran indispensable la soledad, y el tranquilo aislamiento que pueden brindarles las vacaciones, arrancándolas de la barahúnda de las ciudades. Sin mucho cuidado se embarcan en grupos de ritmo agitado para su descanso y cuando terminan con su agitado viaje retornan más tensos y cansados que cuando partieron.
Este retiro debería ser un sereno adentramiento en la profundidad del propio ser, lejos del entorno cotidiano.
Muchos piensan que las vacaciones, conceptualmente, están identificadas con un largo viaje. Tal vez no aciertan a encontrar el camino para practicarla en casa en el curso de la vida de todos los días. Pascal se refirió a esto cuando dijo que la infelicidad del hombre se cimenta en que no ha podido aprender a disfrutar de la paz de su habitación.
Vacaciones breves y reiteradas proporcionan una especie de cura o convalecencia natural. Los japoneses combinan una extremada tasa de enfermedades vinculadas al estrés con el más reducido registro mundial de días de vacaciones.[cita requerida]

## Vacaciones legales en el mundo
| País            | Duración |
| --------------- | --- |
| Alemania        | >24 días laborales, suelen ser 30. |
| Arabia Saudí    | 15 días. |
| Argentina       | Son proporcionales a la antigüedad que tenga el trabajador en la empresa u organización. Se lo calcula según la siguiente escala, según tiempo trabajado es la empresa. - menos de 6 meses, le corresponden 1 día por 20 días trabajados. - desde 6 meses hasta 5 años de antigüedad 14 días corridos. - Más de 5 años de antigüedad corresponden 21 días corridos. - Más de 10 años de antigüedad corresponden 28 días corridos. - Más de 20 años de antigüedad corresponden 35 días corridos. La antigüedad solo se cuenta con el actual empleador, con lo que si se cambia de empresa se vuelve a empezar en 14 días para el primer año y con las mismas reglas arriba mencionadas. Para que no queden dudas de la antigüedad esta se toma a la fecha 31/12/**** del año que correspondan las vacaciones. |
| Australia       | 4 semanas es lo habitual. |
| Austria         | 5 semanas, para empleados antiguos: 6 semanas. |
| Bahamas         | 2 semanas después de un año de empleo, 3 semanas después de 5 años de empleo. |
| Bélgica         | 20 días, pago preferencial. |
| Bolivia         | 15 días de 1 a 5 años de antigüedad. 20 días de 5 a 10 años de antigüedad. 30 días con más de 10 años de antiguëdad. |
| Brasil          | 30 días naturales. |
| Bulgaria        | 20 días laborales. |
| Canadá          | 2 semanas, determinados por el gobierno local. |
| Chile           | 15 días hábiles contados de lunes a viernes (es decir, tres semanas incluso si la jornada laboral es de lunes a sábado). Se agrega un día hábil adicional por cada 3 años posteriores al cumplimiento de 10 años de servicio en el empleador actual y empleadores anteriores. al tercer año con el mismo empleador al cumplir los 10 años antes mencionados para uno o más empleadores |
| China           | No es obligatorio. |
| Colombia        | 15 días laborales acordados con el empleador, remunerados en su totalidad. |
| Corea del Sur   | 10 días laborales. |
| Costa Rica      | Dos semanas de vacaciones por cada 50 semanas trabajadas de manera continua como mínimo, fijadas por el patrono y el empleado en el contrato de trabajo según el Código de Trabajo de Costa Rica. |
| Cuba            | 24 días laborales (excluyendo festivos nacionales). |
| Ecuador         | 15 días naturales de manera general, pero dependerá de la empresa donde se labore. |
| El Salvador     | 15 días naturales (excluyendo festivos nacionales). |
| España          | 30 días naturales. En algunos convenios se puntualiza el número de días laborables. 22 días laborables (excluyendo festivos nacionales). |
| Estados Unidos  | No es obligatorio, aunque lo habitual son 10 días laborables. |
| Francia         | 5 semanas (25 días laborales). |
| Guatemala       | 15 días laborales (excluyendo festivos nacionales). |
| Holanda         | 24 días laborales. |
| Honduras        | 10 días laborales después del 1.er año continuo 12 días laborales después del 2.º año continuo 15 días laborales después del 3.er año continuo 20 días laborales después del 4.º año continuo o más - Esto cuando es un trabajador de la empresa privada (Art. 346, Código de Trabajo) que labora en una misma empresa, cuando cambia de trabajo vuelve a iniciar con 10 días laborales. - Para el Gobierno, se rige por la Ley del Servicio Civil y cambian los tiempos y condiciones. |
| Hong Kong       | 7 días. |
| Hungría         | 20 días laborales y cada tres años un día más, además si alguien trabaja durante el fin de semana o es jefe adquiere más días. |
| Israel          | 14 días. |
| Japón           | Incluyendo la ausencia por enfermedad, son 10 días con derecho a paga. Oficialmente, 5 semanas en reacción al problema de karōshi (muerte por exceso de trabajo). |
| México          | 12 días laborales por el primer año trabajado, aumentando 2 días cada año hasta llegar a 20 días laborales (quinto año trabajado). A partir de ahí se incrementan 2 días laborales cada cinco años, es decir, del sexto al décimo año son 22 días laborales, al undécimo se incrementan a 24, el decimosexto a 26, el vigesimoprimero a 28, etc. La antigüedad solo se cuenta con el actual empleador, con lo que si se cambia de empresa se vuelve a empezar en 12 días para el primer año y con las mismas reglas arriba mencionadas. |
| Nicaragua       | 15 días cada 6 meses. |
| Noruega         | 4 semanas y un día (25 días laborales). |
| Panamá          | 30 días naturales. Si se trabajó menos de un año corresponden vacaciones proporcionales, o sea, 1 día libre por cada 11 laborados. |
| Paraguay        | Para trabajadores de hasta 5 años de antigüedad, 12 días laborales; Para trabajadores con más de 5 años y hasta 10 años de antigüedad, 18 días laborales; y Para trabajadores con más de 10 años de antigüedad, 30 días laborales. |
| Perú            | 30 días calendario por cada año de trabajo. Se debe tener una jornada laboral mínima de 4 horas diarias por 5 días, 20 horas a la semana para gozar el derecho de vacaciones (Jornada laboral mínima 40 Horas/semana a tiempo completo) |
| Portugal        | 22 días laborables (excluyendo festivos nacionales y municipales); los festivos nacionales y municipales en días laborables (9-11 días) también son pagos |
| Puerto Rico     | 15 días. |
| Reino Unido     | 20 días laborables más 8 adicionales según tipo de trabajo. |
| República Checa | 4 semanas. |
| Rusia           | 4 semanas. |
| Singapur        | 7 días. |
| Sudáfrica       | 21 días naturales. |
| Suecia          | 5 semanas. |
| Suiza           | 4 semanas. |
| Taiwán          | 7 días. |
| Túnez           | 30 días laborales. |
| Turquía         | 2 semanas, 3 al tener una antigüedad en el trabajo de 5 años o más. |
| Ucrania         | 24 días. |
| Unión Europea   | 4 semanas, más en algunas ciudades. |
| Uruguay         | 20 días, cada 5 años de antigüedad se aumenta 1 día más, si se cambia de trabajo vuelven a ser 20. |
| Venezuela       | 15 días laborales el primer año + un día laboral adicional por cada año de trabajo en la empresa, hasta un máximo de 30 días. Si se cambia de empresa vuelve a empezar en 15 para el primer año. El Sector Público otorga 30 días continuos hasta los 10 años de servicio, a partir de allí se suma un día hábil por cada año, a los 30 días continuos de base. |

## Nota

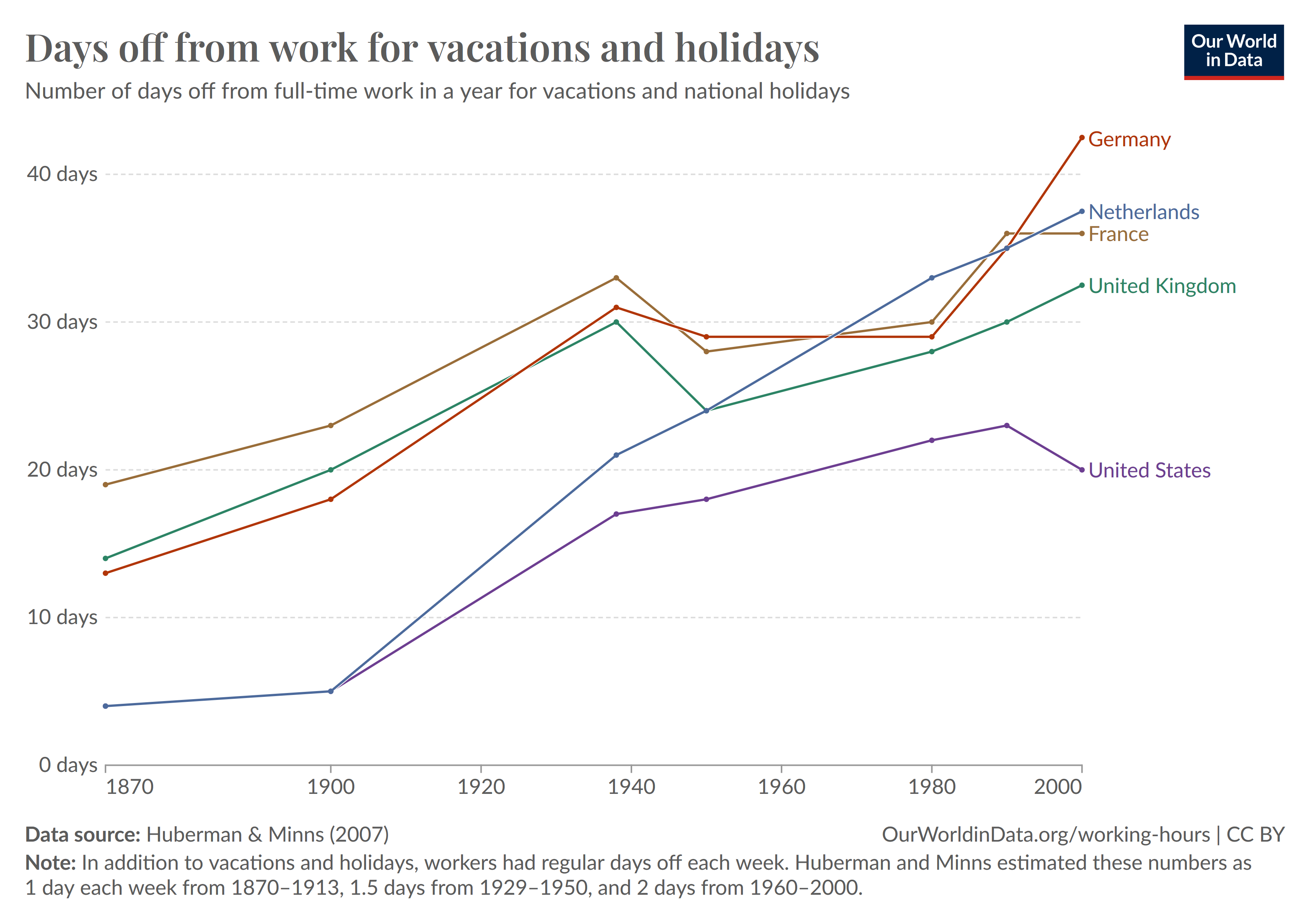
Promedio de días de vacaciones a lo largo del tiempo en varios países.

1. ↑  También se usa, aunque en menor medida, la forma singular: vacación.[1]